# Oprah show
Oprah show (v anglickém originále The Oprah Winfrey Show) je americká televizní talk show, která byla vysílána od září 1986 do května 2011. Produkovala a uváděla ji Oprah Winfreyová. Pořad je nejsledovanější denní talk show v historii americké televize.
Pořad byl velmi vlivný a řada jeho témat pronikla do amerického popkulturního povědomí. Winfreyová využívala tuto show jako vzdělávací platformu, v níž byly představovány kluby čtenářů, rozhovory, sekce o sebezdokonalování a filantropické průniky do událostí ve světě.